# Pericle Felici

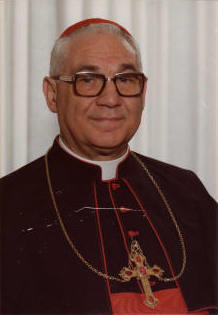
Pericle Felici

Wapen

Pericle Felici (Segni, 1 augustus 1911 – Foggia, 22 maart 1982) was een Italiaans geestelijke en kardinaal van de Rooms-Katholieke Kerk.
Hij studeerde aanvankelijk theologie aan het seminarie in zijn geboorteplaats, om deze studie te vervolgen aan het Pauselijk Seminarie in Rome. Hij werd in 1933 tot priester gewijd. Hij werd in 1960  benoemd tot Titulair aartsbisschop van Samosata en trad in dienst van de Curie, waar hij de eerste jaren vooral werkzaam was als algemeen secretaris van het Tweede Vaticaans Concilie. Hij gold als specialist op het gebied van het canoniek recht en was nauw betrokken bij de commissie die Paus Paulus VI in 1963 instelde voor de herziening van de Codex Iuris Canonici. 
In 1967 werd hij verheven tot kardinaal. Hij kreeg de Sant'Apollinare alle Terme Neroniane-Alessandrine als titeldiakonie. In  1977 werd hij benoemd tot Prefect van de Hoogste Rechtbank van de Apostolische Signatuur.  In 1978, het Driepausenjaar, nam kardinaal Felici deel aan de conclaven van augustus en oktober 1978. Omdat hij tijdens beide conclaven protodiaken was (dat wil zeggen: de meest seniore kardinaal-diaken) kondigde hij twee keer het Habemus Papam aan en legde hij bij de intronisatie twee keer het pallium om de schouders van respectievelijk paus Johannes Paulus I en paus Johannes Paulus II.
- Biblioteca Nacional de España: XX1264906
- Gemeinsame Normdatei: 128746491
- International Standard Name Identifier: 0000 0001 1676 7466
- Library of Congress Control Number: n2009031205
- Nationale Bibliotheek van Tsjechië: xx0255133
- Nederlandse Thesaurus van Auteursnamen: 074866850
- Réseau des bibliothèques de Suisse occidentale: 02-A003236828
- Istituto Centrale per il Catalogo Unico: LO1V089036
- Système universitaire de documentation: 166280992
- Virtual International Authority File: 77374326
- WorldCat: E39PBJgRM87XhHWvcrVy87w3cP